# ماپلز (ایندیانا)
ماپلز (به انگلیسی: Maples) یک منطقهٔ مسکونی در ایالات متحده آمریکا است که در شهرستان آلن، ایندیانا واقع شده‌است. ماپلز ۲۴۴٫۱۵ متر بالاتر از سطح دریا واقع شده‌است.